# Johannes Jacobus van Bolhuis
Johannes Jacobus van Bolhuis (ook aangeduid als J.J. van Bolhuis) (Groningen, 12 februari 1880 – Den Haag, 1 februari 1965) was een Nederlandse liberale journalist.

## Leven en werk
Van Bolhuis werd in Groningen geboren als zoon van de zakenman Frederik van Bolhuis en Sara Clasina Verhoog. Na het gymnasium te Groningen studeerde hij Nederlandse taal- en letterkunde aan de Universiteit van Groningen. Later studeerde hij ook rechten aan de Universiteit van Leiden waar hij in 1908 promoveerde tot meester in de rechten. Hij begon zijn carrière bij de Nieuwe Rotterdamsche Courant. Voor deze krant werkte hij ook als toneelrecensent, redacteur en correspondent. Nadien was hij hoofdredacteur van De Vrijheid en parlementair redacteur van de Nieuwe West-Indische Gids. 
Van Bolhuis vervulde tevens diverse bestuurlijke nevenfuncties. Vanaf 1914 was hij voorzitter van de "Haagsche Journalistenvereeniging". Ook was  hij voorzitter van de Comité Persbelangen. Hij was officier in de Orde van Oranje-Nassau en officier in de Kroonorde (België).
Van Bolhuis heeft verschillende publicaties op zijn naam staan. In 1922 publiceerde hij Geheime diplomatie. Ook werkte hij mee aan de vierdelige uitgave Onderdrukking en verzet. Nederland in oorlogstijd die in de periode van 1947 tot 1954 verscheen. Samen met Coenraad Dirk Jan Brandt, Hendrik Mattheus van Randwijk en Barend Cornelis Slotemaker vormde hij de redactie van deze uitgave.
Van Bolhuis trouwde te Leiden op 20 augustus 1908 met Johanna Cornelia Planjer. Uit dit huwelijk werden twee kinderen geboren. Hij overleed in 1965 te Den Haag.